# Jules Dubernard
Jules Étienne Dubernard, né le 8 août 1840 à Ussel (Corrèze) et mort assassiné le 26 juillet 1905 au Tibet, est un missionnaire français de la Société des missions étrangères de Paris qui œuvra au Tibet.

## Biographie
Jules Dubernard naît à Ussel dans une famille de sept enfants, de parents qui tiennent l'auberge « Au Lion d'Or ». Il fait ses études au collège de Brive, puis au petit séminaire de Servières et enfin au grand séminaire de Tulle qu'il quitte au bout d'un an pour entrer au séminaire des missions étrangères de Paris. Il y est ordonné prêtre le 10 janvier 1864 et il est affecté à la mission du Tibet ouverte une dizaine d'années plus tôt à Ta-tsien-lou dans une région de hauts plateaux et des plus hauts sommets du monde. Il arrive en octobre 1864.
Il débute à la station missionnaire de Kiangka auprès du P. Jean-Charles Fage (1824-1888), mais ils sont bientôt chassés comme tous les autres pères des missions étrangères du Tibet par une révolte, car l'armée britannique est à huit jours de Lhassa. Il se retire pendant ce temps à Kamoutang, et, un an plus tard, Mgr Chauveau (1816-1887) l'envoie avec le P. Alexandre Biet (1836-1891) à Tse-kou, lieu éloigné où il doit fonder une chrétienté à partir de rien. Seize familles converties cultivent les terrains alentour qui ont été achetés grâce à la mission. Il y demeure pendant presque quarante ans. Les premiers chrétiens sont d'anciens esclaves méprisés. Il construit une école, un presbytère et une petite église consacrée au Sacré-Cœur. Bientôt, il rayonne autour et au sud dans les postes de Yarmé, Chiamé et Dragnira en territoire Lyssous. Il passe ainsi près de quarante ans à soigner les populations locales, à former des catéchistes et à donner un début d'instruction. Ceci provoque évidemment la jalousie des autorités locales, dont le pouvoir est partagé entre des représentants lointains des Chinois et les lamaseries très hostiles aux étrangers, accusés de faire le jeu des Chinois. Ainsi l'arrivée d'explorateurs hongrois en 1880 à Tse-kou provoque la colère des lamas qui ordonnent de chasser tous les étrangers, ce qui provoque des soulèvements. Un autre soulèvement a lieu en 1887 et le P. Dubernard doit se réfugier quelque temps à Yetché. Le père Soulié le rejoint de 1891 à 1896. Il est secondé à partir du 21 juillet 1900 par le P. Théodore Monbeig (1875-1914) qui est chargé de former de futures maîtresses d'école et des catéchistes.
Il est finalement décapité le 26 juillet 1905 aux environs de Tse-kou, par des membres de l'ethnie des Lyssous, au cours d'une révolte qui embrase la région et vise tous les étrangers. Le père Soulié est également tué dans sa propre mission de Batang, ainsi que d'autres. Son corps est ramené à Tse-kou, où il est enterré à l'église. La mission est transférée par le P. Monbeig à Tché-Tchong.
Sa correspondance est publiée après sa mort dans Tibet, mission impossible. Lettres 1864-1905 et rééditée en 1990 et 1998.